# 66207 Carpi
66207 Carpi è un asteroide della fascia principale. Scoperto nel 1999, presenta un'orbita caratterizzata da un semiasse maggiore pari a 2,9827374 UA e da un'eccentricità di 0,0308687, inclinata di 6,84969° rispetto all'eclittica.
L'asteroide è dedicato all'omonima città italiana.